# میگل آنخل لوپز
میگل آنخل لوپز (انگلیسی: Miguel Ángel López؛ زادهٔ ۳ ژوئیه ۱۹۸۸) یک دونده پیاده‌روی سرعت اهل اسپانیا است. از افتخارات وی می‌توان به کسب مدال طلا ۲۰ کیلومتر پیاده‌روی سرعت در ۲۰۱۵ پکن و مدال برنز در ۲۰۱۳ مسکو اشاره کرد.